# Stal Mielec
Lo Stal Mielec è una società pallavolistica femminile polacca con sede a Mielec. Milita nel massimo campionato della Polonia.

## Storia
Il Klub Piłki Siatkowej Kobiet Stal Mielec nasce nel 1952, all'interno dell'omonima polisportiva. I primi anni di storia sono poveri di risultati, fino agli anni novanta: dopo alcuni terzi posti nel campionato polacco, sul finale di decennio disputa una finale sempre in campionato, persa contro il Pilskie Towarzystwo Piłki Siatkowej di Piła, e due finali di Coppa di Polonia. Nel 1997 il club diventa anche autonomo rispetto al resto della polisportiva.
Nel corso degli anni duemila, pur continuando a giocare in PlusLiga, non ottiene risultati importanti.

## Denominazioni precedenti
- 1952-2012: Klub Piłki Siatkowej Kobiet Stal Mielec